# 국민연대당 (페루)
국민연대당(國民連帶黨, Partido Solidaridad Nacional)은 1998년 5월 5일을 기하여 2020년 10월 7일 대중혁신당으로 재창당된 페루의 보수주의 정당이다.